# Jessica Ramsey
Pour les articles homonymes, voir Ramsey.
Jessica Ramsey (née le 26 juillet 1991 à Boynton Beach) est une athlète américaine spécialiste du lancer du poids. 

## Biographie
Médaillée de bronze aux Championnats d'Amérique du Nord, d'Amérique centrale et des Caraïbes d'athlétisme 2018 et aux Jeux panaméricains de 2019, elle se distingue en 2021 lors des Sélections olympiques américaines d'athlétisme 2020, à Eugene, en remportant le titre avec la marque de 20,12 m, nouveau record personnel et nouveau record des championnats.